# Militärakademie „Friedrich Engels“, Sektion Luftstreitkräfte/Luftverteidigung
Die Sektion Luftstreitkräfte/Luftverteidigung (III. Sektion) war Teil der Militärakademie „Friedrich Engels“ der Nationalen Volksarmee (NVA) der DDR in Dresden. Die Sektion wurde am 4. Januar 1960 als Fakultät der Luftstreitkräfte der Nationalen Volksarmee (LSK) gegründet. Die Ausbildung betraf die Luftverteidigung (LV) und die Truppenluftabwehr (TLA).

## Geschichte
Die Sektion begann an ihrem Gründungstag mit der eigenständigen Ausbildung von Führungskadern der LSK/LV. Dazu wurden die nachstehenden Lehrstühle (LS) gebildet:
- LS Taktik der Luftstreitkräfte (Major Hans Martin)
- LS Flugzeugtechnik (Hauptmann Lothar Bitterlich)
- LS Taktik der LV und TLA (Major Ullrich Grell)
- LS Schießen der Flakartillerie (Major Hans Lehmann)
- LS Nachrichten und Funkortung (Oberstleutnant Kurt Wolk)

Die ingenieurtechnische Ausbildung der Flugzeugwartungs-Ingenieure erfolgte hauptsächlich außerhalb, am Campus Dresden Dürerstraße der damaligen Ingenieurschule für Flugzeugbau Dresden, die seit November 1956 bestand.
In der Gründungsphase und den ersten Jahren des schnellen Aufbaus der Sektion nahm sich ihr Personalbestand vom Umfang als auch von der Qualifikation her noch recht bescheiden aus. Vor allem fehlten dem Lehrkörper Erfahrungen als Hochschullehrer sowie ein signifikanter Vorsprung an eigenem Bildungsstand und auch an Lebenserfahrung gegenüber den zu Beginn der Ausbildung zum Teil fast gleichaltrigen oder sogar älteren Offiziershörern, die meist bereits erfahrene Truppenoffiziere waren.
Besonders im Bereich Taktik kamen die älteren Lehroffiziere selbst direkt aus dem Truppendienst noch ohne eine grundlegende taktische oder gar akademische Ausbildung. Der Lehrkörper wurde in den Anfangsjahren durch junge Absolventen sowjetischer Militärakademien verstärkt, die über eine gute akademische Ausbildung verfügten, aber noch keine Truppenerfahrung hatten.
Der Personalbestand im Bereich Technik verfügte in der Regel mit einem Ingenieurabschluss über eine gute fachliche Qualifikation. Aber die meisten von ihnen mussten lernen, dass sie Kommandeure und Stabsoffiziere auszubilden und ihnen ein technisch-wissenschaftliches Fundament für die Taktik zu vermitteln hatten.
So bestand der Auftrag der ersten Jahre in der Ausbildung von Offiziershörern und gleichzeitigen Weiterbildung des Lehrkörpers. Vielfältige Qualifizierungsmaßnahmen und Studienformen wurden später bis zur Promotion geführt. Entscheidende Hilfe bei der Profilierung der Sektion leisteten erfahrene Lehroffiziere sowjetischer Militärakademien, die in der Regel ein Jahr in der Sektion und in den Lehrstühlen als Militärspezialisten tätig waren.

### Neuprofilierung ab 1962
Den sich verändernden Bedingungen, Strukturen und höheren Forderungen der Truppe – insbesondere die Schaffung der beiden Luftverteidigungsdivisionen (1. LVD und 3. LVD) – forderten eine qualitative Neuorientierung. So erfolgte ab 1962 eine Neuprofilierung der Lehrstühle mit der Zielsetzung, die Trennung von taktischen und technischen Lehrstühlen zu beseitigen, die Einheit von Theorie und Praxis zu vertiefen und die Sektion zum wissenschaftlichen Zentrum der Teilstreitkraft LSK/LV zu entwickeln.
Es entstanden folgende Lehrstühle:
- Operativ-taktische Ausbildung der LSK/LV
- Operativ-taktische Ausbildung der Luftarmee der Luftverteidigung (LA/LV) und Truppenluftabwehr
- Funkortung und Elektronik
- Jagdfliegerkräfte/LV
- Fla-Raketentruppen/LV
- Funktechnische Truppen/LV
- Rückwärtige Dienste/LV

Die Lehrstühle erhielten den Auftrag, sich zu wissenschaftlichen Zentren ihrer Waffengattung zu entwickeln. Die Umbildung der Fakultäten in Sektionen und eine neue Organisationsstruktur an der Militärakademie selbst führten mit Wirkung vom 1. September 1970 zur Umbenennung der Fakultät in Sektion Luftstreitkräfte/Luftverteidigung und zu Veränderungen wie beispielsweise:
- Bildung des Wissenschaftlichen Rates der Sektion.
- Einführung der Funktion eines Lehrgangsleiters, dem alle Offiziershörer der Sektion unterstellt wurden.
- Schaffung des Lehrstuhls Taktik höherer Verbände der Truppen der Luftverteidigung unter Oberstleutnant Karl Harms.
- Mit zunehmender Bedeutung der Front- und Armeefliegerkräfte Bildung des Lehrstuhls Luftstreitkräfte mit Wirkung vom 1. September 1978 unter Oberst Beer.

Der Eingliederung der Armeefliegerkräfte der NVA in den Bestand der Landstreitkräfte Rechnung tragend und aufgrund der zunehmenden Bedeutung der Informatik, wurden ab 1. September 1986 auf der Basis des Lehrstuhles Luftstreitkräfte die eigenständigen Lehrstühle Armeefliegerkräfte, Frontfliegerkräfte und Automatisierte Führungssysteme der LSK und Truppen der LV eingerichtet. Letzteren Lehrstuhl wurde der Lehrgefechtsstand der Sektion unterstellt, der in den folgenden Jahren zum  Integrierten Führungs- und Trainings-Komplex  (IFTK) weiter entwickelt und zum Zentrum der praktischen taktischen Ausbildung und der Forschungsarbeit wurde.

### Personelle Entwicklung
Hinsichtlich der Personalstruktur wurde der Lehrkörper vor allem auf eine ständig hohe Praxisnähe in der Ausbildung orientiert. Dazu wurden ab 1971 regelmäßige Truppenpraktika der Lehroffiziere von mindestens zwei Monate Dauer verwirklicht sowie eine verstärkte Teilnahme von Lehroffizieren und Offiziershörern an Truppenübungen gesichert.
In Anlehnung an Entwicklungen im zivilen Hochschulwesen fanden neue kreativere Ausbildungsmethoden Anwendung. Besonderen Stellenwert erlangte in der Sektion einheitlich und lehrstuhlübergreifend das Wissenschaftlich-Produktive Studium, dem auch die anderen Sektionen der Militärakademie folgten.

### Wissenschaftlich-produktives Studium
Das Wissenschaftlich-produktive Studium ging von der Prämisse aus, dass eine moderne akademische Aus- und Weiterbildung nicht primär nur durch Wissensvermittlung und Wissensprüfung realisiert werden könne, sondern das fortschreitende praktizierende Aneignen erforderlicher Arbeitsweisen, die wissenschaftlich-produktive ergebnisorientierte Gestaltung und die selbständige wissenschaftliche Arbeit zur Grundlage haben müsse. Es prägte die wissenschaftliche Qualität in der Tätigkeit der Kommandeure und Offiziere in herausgehobenen Stabsverwendungen weiter aus.
Die höchsten Formen waren das Forschungsstudium, die direkte Einbeziehung der Offiziershörer in die Forschungsarbeit der Lehrstühle und die Lösung von Forschungsaufgaben im Interesse der Truppe mit Ergebnissen, die anschließend dem Kommando LSK/LV und den Kampfverbänden übergeben werden konnten. Dazu gehörte ein System selbständiger wissenschaftlicher Arbeiten bis hin zur Diplomarbeit und in einzelnen Fällen bis zur Überführung in eine Aspirantur.
Wesentliche Grundlagen für die Herausbildung praktischer Fähigkeiten und Fertigkeiten und die Umsetzung gewonnener Erkenntnisse bildeten die Methode der sogenannten Grafodynamischen Simulation der Gefechtshandlungen und das System von Gruppenübungen, Kriegsspielen und Kommandostabsübungen. Dazu fanden in den Lehrstühlen regelmäßig wissenschaftliche Beratungen statt, in denen die Forschungsergebnisse unter Teilnahme von Vertretern der Truppe vorgestellt wurden.

### Simulation der Gefechtshandlungen
Die Simulation der Gefechtshandlungen war eine der wirksamsten Methoden der Ausbildung der Offiziershörer, nicht nur für ihre Befähigung zur Führung des Gefechts, sondern auch in der Schulung ihres taktischen Denkens. Auch der Lehrkörper konnte sich bei der Anwendung dieser Methode weiter qualifizieren und neue Erkenntnisse bis hin zu Forschungsergebnissen gewinnen. Das Wesen der Simulation bestand darin, die Wirksamkeit von Gefechtshandlungen nicht nur auf der Grundlage der Wahrscheinlichkeitsrechnung und der Ableitung der mathematischen Erwartung der Anzahl vernichteter Luftziele zu bestimmen, die wichtige Seiten des Gefechtes wie seine Einmaligkeit, seine Zweiseitigkeit, die Dynamik und die gegenseitige Abhängigkeit vieler Faktoren vernachlässigt, sondern die Wirksamkeit der Handlungen über die Analyse von Modellen des Gefechtes zu bestimmen.
Diese Methode war eine grundsätzliche Ausbildungs- und Forschungsmethode in der Sektion LSK/LV. Sie wurde in allen Lehrstühlen der Sektion über verschiedene Etappen zur Grafodynamischen Simulation weiter entwickelt und schließlich zur rechnerdynamischen Simulation von Luftangriff und Luftverteidigung als Echtzeitprozess in den 1980er Jahren vervollkommnet.
Erst die rechnerdynamische Simulation in Echtzeit ermöglichte die Nutzung des gesamten Instrumentariums zur Ausbildung in der Führung des Gefechts mit den „Sofortergebnissen“ aus der Modellwirklichkeit.
Der Fortschritt der Informationstechnik  war die entscheidende Voraussetzung für die Auszubildenden, eine Ersatzpraxis und eine Modellwirklichkeit zu schaffen. Auf dieser Basis wurde es möglich, die Methoden zur Simulation der Gefechtshandlungen in ständig verbesserten Entwicklungsstufen bei Gruppenübungen und Kriegsspielen zu nutzen und die Dynamik des Gefechts, einschließlich seiner wahrscheinlichen Ergebnisse in den einzelnen Episoden, sowie den Einfluss des Kommandeurs auf seinen Verlauf zeitnah widerzuspiegeln.
Diese ausgereifte Methode wurde vom Lehrstuhl JFK/LV auch zur praktischen Ausbildung der Offiziershörer auf realen Gefechtsständen der Jagdfliegerverbände genutzt. Für die Ausbildung an der Militärakademie hatte sich dazu schrittweise eine äquivalente Basis aus dem Lehrgefechtsstand der Sektion in Form eines „Integrierten Führungs- und Trainings-Komplexes“ herausgebildet. Anfang der 1980er Jahre wurde dazu das Forschungsgroßvorhaben „Integrierter Führungs- und Trainingskomplex der Sektion LSK/LV“ (IFTK) konzipiert.
Der IFTK wurde im Zusammenwirken aller Lehrstühle der Sektion als ein Komplex geschaffen, der alle mitwirkenden Waffengattungen und Dienste, mehrere Führungsebenen und die Handlungen des Luftgegners integrierte. Dafür mussten eine Philosophie des Gesamtmodells, eine umfangreiche Software für alle elementaren Prozesse und ihre Verknüpfungen sowie eine anspruchsvolle materielle Basis entwickelt werden.
Die Forschungsarbeit in allen Lehrstühlen war mit Dissertationen und Diplomarbeiten wesentlich auf dieses Projekt gerichtet. Der IFTK sollte unter Einbeziehung befähigter Offiziershörer und Studenten der TU Dresden als eigenständige PC-gestützte IT-Architektur geschaffen werden.
Insgesamt waren seit 1983/84 gleichzeitig mehr als 100 Studenten und Wissenschaftler der Sektion LSK/LV sowie Diplomanden und Praktikanten der Sektion Informatik der TU Dresden ständig beteiligt.
Softwareseitig musste als Kernstück des rechnergestützten Systems eine allumfassende Wissensbasis geschaffen werden. Das dazu erforderliche, bislang in wissenschaftlichen Arbeiten aller Art, in Katalogen, Karteien, Tabellen, Übersichten, Grafiken usw. in jahrzehntelanger Forschungsarbeit auf den einzelnen Fachgebieten entstandene, angereicherten und aufbewahrte Wissen erfuhr auf breitester Front eine Umsetzung auf Datenbanken. In diese Wissensbasis war die Gesamtheit der Simulationsmodelle integriert, in denen sich die elementaren Gesetzmäßigkeiten widerspiegelten, denen das Handeln und Verhalten der an den Kampf- bzw. Gefechtshandlungen beteiligten Kräfte des gegnerischen Luftangriffs und der eigenen Luftverteidigung in der Luft und am Boden unterworfen ist.
Modelle zur Simulation geplanter, befohlener bzw. sich aus der Lageentwicklung ergebender Handlungen und Verhaltensweisen der Kräfte der Luftverteidigung in der Luft und am Boden standen bereits zur Verfügung.
Zusammen mit der Hardwarekonfiguration und der modernisierten Ausstattung des Lehrgefechtsstandes gelang es schließlich, von der Grafodynamischen Simulation – die damit nicht ihre Bedeutung in der Ausbildung und Forschung verlor – zur Rechnerdynamischen Simulation überzugehen. Damit wurde es möglich, die Gefechtshandlungen in quasi Echtzeit zu simulieren. Effektivität und Wirksamkeit der Ausbildung in Übungen und Kriegsspielen erhöhten sich.
Darüber hinaus war eine qualitativ hochleistungsfähige Forschungsbasis entstanden, mit deren Hilfe insbesondere in Forschungs-Kommandostabsübungen wertvolle Erkenntnisse gewonnen werden konnten. Das Forschungsvorhaben war bis zum Jahre 1991 konzipiert, so dass zum Zeitpunkt der Auflösung der NVA noch nicht alle Entwicklungsstufen abgeschlossen waren. Auch war die IT-Architektur modular, komplex und redundant konzipiert, so dass es darüber hinaus jederzeit flexibel und erweiterungsfähig war.
Alle diese Vorhaben endeten mit der Auflösung der NVA 1990.

## Auflösung
Im Jahre 1990 umfasste die Sektion LSK/LV acht Lehrstühle:
- LS-301 Jagdfliegerkräfte der LV (Oberst Wolfgang Demmer)
- LS-302 Fla-Raketentruppen der LV (Oberst Johannes Schmalfuß)
- LS-303 Funktechnische Truppen der LV (Oberst Erich Wöbke)
- LS-304 Rückwärtige Dienste der LV (Oberst Werner Dienel)
- LS-305 Taktik höherer Verbände der LV (Oberst Jörg Knie)
- LS-306 Armeefliegerkräfte (Oberst Heinz Reiche)
- LS-307 Frontfliegerkräfte (Oberst Jürgen Dienewald)
- LS-308 Führungssysteme der LV (Oberst Heinz Janka)

Mit der Außerdienststellung der NVA im Jahre 1990 wurden Lehre und Forschung eingestellt und die Sektion LSK/LV im Zuge der Abwicklung der Militärakademie aufgelöst. Rechtsnachfolger wurde das Bundeswehrkommando Ost der Bundeswehr.
Die Verabschiedung des Personals erfolgte dezentral in den einzelnen Lehrstühlen. Die Übergabe der materiellen Basis der Sektion und ihre endgültige Auflösung lagen in den Händen von Oberst Heinz Hobiger.

## Führung
Kommandeur
- Generalmajor Heinz-Bernhard Zorn, (1959–1969)
- Generalmajor Heinz Böhme, (1969-....)

Stellvertreter für Ausbildung
- Oberstleutnant Boldt, Oberst Helmut Sommerfeld, Oberst Weißleder, Oberst Erhard Reichelt, Oberst Siegfried Düring.

Stellvertreter für Forschung
- Oberst Günter Bielig, Oberst Rolf Lehmann, Oberst Jürgen Weith, Oberst Friedemann Beer.

## Bekannte Absolventen
- 1964 – Hauptmann Rolf Berger, Auszeichnung mit dem Sonderdiplom des Ministers für Nationale Verteidigung, später Generalleutnant und letzter Kommandierender General Kommando LSK/LV
- 1973 – Oberstleutnant Wolfgang Thonke, Auszeichnung mit dem Sonderdiplom des Ministers für Nationale Verteidigung, später Generalmajor und Stellvertreter Chef LSK/LV für Ausbildung der Luftstreitkräfte